# Piet Visagie
Petrus (Piet) Jacobus Visagie, né le 16 avril 1943 à Kimberley (Afrique du Sud) et mort le 22 décembre 2022, est un ancien joueur de rugby à XV sud-africain qui a joué avec l'équipe d'Afrique du Sud. Il jouait au poste de demi d'ouverture.

## Biographie
Il a effectué son premier test match avec les Springboks le 15 juillet 1967 à l’occasion d’un match contre l'équipe de France. Son dernier test match a été effectué le 7 août 1971 contre l'Australie.
En Currie Cup, il évolue avec la province de Griqualand West.

## Palmarès
- 25 sélections et 6 essais avec l'équipe d'Afrique du Sud
- Sélections par années : 4 en 1967, 6 en 1968, 6 en 1969, 4 en 1970, 5 en 1971